# Ebersdorf (Germania)
Ebersdorf è un comune di 1.103 abitanti della Bassa Sassonia, in Germania.
Appartiene al circondario (Landkreis) di Rotenburg (Wümme) (targa ROW) ed è parte della comunità amministrativa (Samtgemeinde) di Geestequelle.